# Serica concinna
Serica concinna är en skalbaggsart som beskrevs av Dawson 1947. Serica concinna ingår i släktet Serica och familjen Melolonthidae. Inga underarter finns listade i Catalogue of Life.